# Sarasău
Sarasău é uma comuna romena localizada no distrito de Maramureș, na região histórica da Transilvânia. A comuna possui uma área de 19.52 km² e sua população era de 2514 habitantes segundo o censo de 2007.